# Dreaming of Me
Dreaming of Me ist ein Lied und die Debütsingle von Depeche Mode. Es erschien im Februar 1981 zunächst als Non-Album-Single und wurde später auf dem Album Speak & Spell veröffentlicht.

## Entstehung
Der Song wurde von Vince Clarke geschrieben und von Depeche Mode mit Daniel Miller, dem Gründer des Labels Mute Records, produziert. Der Song wurde Ende 1980 in den Blackwing Studios in London aufgenommen.

## Veröffentlichung und Rezeption
Dreaming of Me erschien im Februar 1981. Der Song erreichte zunächst Chartplatz 57 in Großbritannien. Die B-Seite der Single war Ice Machine. Dreaming of Me war nicht auf der ersten Version von Speak & Spell enthalten. Spätere internationale Versionen des Albums enthielten den Song. Es gibt zwei Mixe des Songs, mit hartem Ende und mit einem Fade-out, wobei letzterer auf amerikanischen Versionen verwendet wurde.
2011 wurde anlässlich des 30-jährigen Jubiläums der Single über Facebook sowie auf einer extra dafür angelegten Website eine Graswurzelaktion gestartet, um Dreaming of Me erneut in die Charts zu bringen. In Deutschland stieg  Dreaming of Me dadurch zum ersten Mal in die Charts ein. Es erreichte Platz 45.